# Laura Bell Bundy
Laura Ashley Bell Bundy (Lexington, 10 de abril de 1981) é uma atriz e cantora americana, que já atuou em vários papéis na Broadway, cinema (sendo o mais conhecido como a jovem Sarah Whittle em Jumanji de 1995), e televisão. Os seus papéis mais conhecidos da Broadway são os dos musicais Hairspray, Wicked e Legally Blonde.